# Суур-Тилл

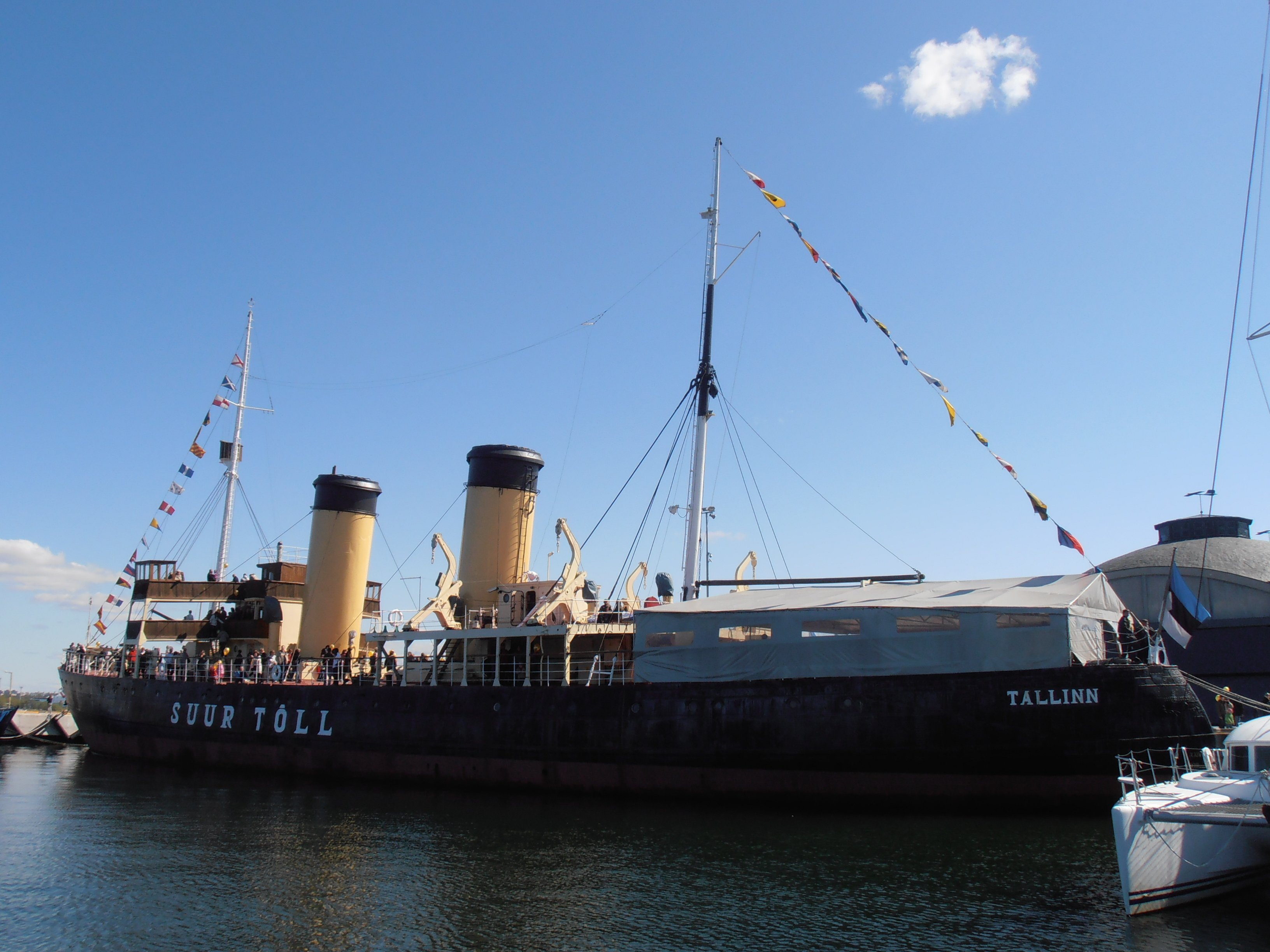
Суур-Тилл. Леннусадам.

Суур-Тилл (ест. Suur Tõll) — естонське судно-музей, криголам-пароплав.
Криголам побудований 1914 на замовлення російського уряду на корабельні «AG Vulcan Stettin» для робіт у Фінській затоці. Спочатку судно малу назву «Царь Михаил Фёдорович» в честь першого царя династії Романових і було приписане до порту Ревель.
У 1914 році був мобілізований та потім включений до складу Балтійського флоту. Брав участь в Першій світовій війні та Лютневій революції. З 8 березня 1917 року перейменований в «Волинець» на честь підтриманого лютневу революцію Волинського полку. У тому ж році екіпаж перейшов на бік більшовиків.
У квітні 1918 року криголам був направлений в Гельсінкі для надання допомоги російським військовим кораблям та їх льодової проводки в Петроград.
У Гельсінкі криголам був захоплений фінськими білогвардійцями. Відправлений у Таллінн, до того часу зайнятий німецькими військами. 28 квітня 1918 року перейменований в «Вяйнямьойнен» (фін. Wäinämöinen, ім'я героя фінського епосу). перебуваючи під фінським контролем, використовувався для проводки німецьких кораблів.
По закінченні першої радянсько-фінської війни в результаті Тартуської мирної угоди мав бути повернений РРФСР. 7 грудня 1922 року криголам був переданий Естонії та 20 листопада 1922 перейменований в «Суур-Тилл» (ест. Suur Tõll, ім'я героя естонського фольклору).